# Rio São Pedro (vattendrag i Brasilien, Rio de Janeiro, lat -22,30, long -41,85)
Rio São Pedro är ett vattendrag i Brasilien.   Det ligger i delstaten Rio de Janeiro, i den sydöstra delen av landet, 1 000 km sydost om huvudstaden Brasília.
Omgivningarna runt Rio São Pedro är huvudsakligen savann.